# Ridge Peak
Ridge Peak är en bergstopp i Antarktis. Den ligger i Västantarktis. Argentina, Chile och Storbritannien gör anspråk på området. Toppen på Ridge Peak är 510 meter över havet, eller 250 meter över den omgivande terrängen. Bredden vid basen är 3,7 km.
Terrängen runt Ridge Peak är kuperad. Havet är nära Ridge Peak västerut. Trakten är glest befolkad. Närmaste befolkade plats är Esperanza Base, 12,0 kilometer norr om Ridge Peak. 